# Thornton-le-Dale
Thornton-le-Dale – wieś w Anglii, w hrabstwie North Yorkshire, w dystrykcie (unitary authority) North Yorkshire. Leży na granicy parku narodowego North York Moors, 39 km na północny wschód od miasta York i 306 km na północ od Londynu. Miejscowość liczy 2000 mieszkańców.